# Bayerische Gt 2×4/4
| Bayerische Gt 2×4/4 DR-Baureihe 96 | Bayerische Gt 2×4/4 DR-Baureihe 96            | Bayerische Gt 2×4/4 DR-Baureihe 96            |
| ---------------------------------- | --------------------------------------------- | --------------------------------------------- |
| Gt 2×4/4                           |                                               |                                               |
| Nummerierung:                      | K.Bay.Sts.B.: 5751–5765 DR: 96 001–015        | Bay.Sts.B.: 5766–5775 DR: 96 016–025 1        |
| Anzahl:                            | 15                                            | 10                                            |
| Hersteller:                        | Maffei                                        | Maffei                                        |
| Baujahr(e):                        | 1913–1914                                     | 1922–1923                                     |
| Ausmusterung:                      | 1936, 1940, 1944–1948, 1954                   | 1936, 1940, 1944–1948, 1954                   |
| Bauart:                            | D’D h4vt                                      | D’D h4vt                                      |
| Gattung:                           | Gt 88.15                                      | Gt 88.16                                      |
| Spurweite:                         | 1435 mm                                       | 1435 mm                                       |
| Länge über Kupplung:               | 16.900 mm                                     | 17.100 mm                                     |
| Länge über Puffer:                 | 17.500 mm                                     | 17.700 mm                                     |
| Höhe:                              | 04650 mm                                      | 04550 mm                                      |
| Breite:                            | 03150 mm                                      | 03150 mm                                      |
| Achsabstand der Fahrgestelle:      | 01500 mm                                      | 01500 mm                                      |
| Fester Radstand:                   | 04500 mm                                      | 04500 mm                                      |
| Gesamtradstand:                    | 12.200 mm                                     | 12.200 mm                                     |
| Kleinster befahrbarer Halbmesser:  | 180 m                                         | 180 m                                         |
| Leermasse:                         | 099,4 t                                       | 105,4 t                                       |
| Dienstmasse:                       | 123,2 t                                       | 131,1 t                                       |
| Reibungsmasse:                     | 123,2 t                                       | 131,1 t                                       |
| Radsatzfahrmasse:                  | 015,4 t                                       | 016,4 t                                       |
| Höchstgeschwindigkeit:             | 50 km/h, 40 km/h bei 25 ‰ Steigung            | 50 km/h, 40 km/h bei 25 ‰ Steigung            |
| Indizierte Leistung:               | 1080 kW (1470 PSi)                            | 1200 kW (1630 PSi)                            |
| Kuppelraddurchmesser:              | 1216 mm                                       | 1216 mm                                       |
| Steuerungsart:                     | Heusinger                                     | Heusinger                                     |
| Zylinderanzahl:                    | 4 (2 ND / 2 HD)                               | 4 (2 ND / 2 HD)                               |
| ND-Zylinderdurchmesser:            | 800 mm                                        | 800 mm                                        |
| HD-Zylinderdurchmesser:            | 520 mm                                        | 600 mm                                        |
| Kolbenhub:                         | 640 mm                                        | 640 mm                                        |
| Kessel:                            | 2,46 m³ Dampf 8,43 m³ Wasser                  | 2,46 m³ Dampf 8,21 m³ Wasser                  |
| Kesselüberdruck:                   | 15 bar                                        | 15 bar                                        |
| Anzahl der Heizrohre:              | 213                                           | 218 147 (nach Umbau)                          |
| Anzahl der Rauchrohre:             | 024                                           | 034                                           |
| Heizrohrlänge:                     | 5075 mm                                       | 5075 mm                                       |
| Rostfläche:                        | 04,25 m²                                      | 04,25 m²                                      |
| Strahlungsheizfläche:              | 014,75 m²                                     | 014,65 m²                                     |
| Rohrheizfläche:                    | 216,14 m²                                     | 185,78 m²                                     |
| Überhitzerfläche:                  | 055,39 m²                                     | 065,37 m²                                     |
| Verdampfungsheizfläche:            | 230,89 m²                                     | 200,43 m²                                     |
| Wasservorrat:                      | 011 m³                                        | 012,3 m³                                      |
| Brennstoffvorrat:                  | 4 t Kohle, 4,5 t (Umbau)                      | 5 t Kohle                                     |
| Bremse:                            | Westinghouse-Druckluft-Doppelbremse           | Westinghouse-Druckluft-Doppelbremse           |
| Zusatzbremse:                      | Riggenbach-Gegendruckbremse                   | Riggenbach-Gegendruckbremse                   |
| Anmerkung:                         | 1 techn. Daten nach Umbau 1925/1926 (Serie 2) | 1 techn. Daten nach Umbau 1925/1926 (Serie 2) |

Die Gt 2×4/4 der Königlich Bayerischen Staatseisenbahnen (K.Bay.Sts.B.), die spätere Baureihe 96 der DR, war eine schwere Güterzug-Tenderlokomotive der Bauart Mallet.

## Beschreibung
Die Mallet-Lok „Gt 2×4/4“ war mit zwei im Verbund arbeitenden vierfach gekuppelten Fahrwerken ausgerüstet. Das vordere, um einen 15 cm starken Kupplungszapfen beweglich aufgehängte Fahrwerk der Verbunddampflokomotive, war mit Niederdruckzylindern bestückt, das hintere, starr im Lokrahmen gelagerte Fahrwerk war mit den kleineren Hochdruckzylindern ausgerüstet. Konstrukteur dieser schweren Lokomotive war der damalige Chefkonstrukteur und Direktor bei J. A. von Maffei, Anton Hammel (1857–1925), der auch die berühmte S 3/6 entwickelt hatte. Zwischen 1913 und 1914 wurde die erste Serie von 15 Fahrzeugen beschafft und in Dienst gestellt. Die Lokomotiven erregten seinerzeit viel Aufsehen und waren auf den damals häufig abgehaltenen Eisenbahnschauen (Verkehrsschau in München 1922) zu sehen – oft mit blauem oder ockergelbem Fotoanstrich und einem Kronenkamin ähnlich der S 3/6 ausgerüstet. Nr. 5766 (96 016) wurde sogar als erste Lok der zweiten Serie mit Bändern aus Messing an dem Kronenkamin und Kessel und Messingverzierungen an den vorderen Zylindern regelrecht herausgeputzt und verfehlte ihre Wirkung nicht. Ähnliches wurde nach dem Umbau der zweiten Serie 1926 mit derselben Lok durchgeführt. Sonst hatte die erste Serie einen schmalen Kamin mit Aufsatz ähnlich der Baureihe 38. Der im Betrieb übliche Anstrich der Lokomotiven der K.Bay.Sts.B. war grün, gelb abgesetzt, mit schwarzem Chassis.

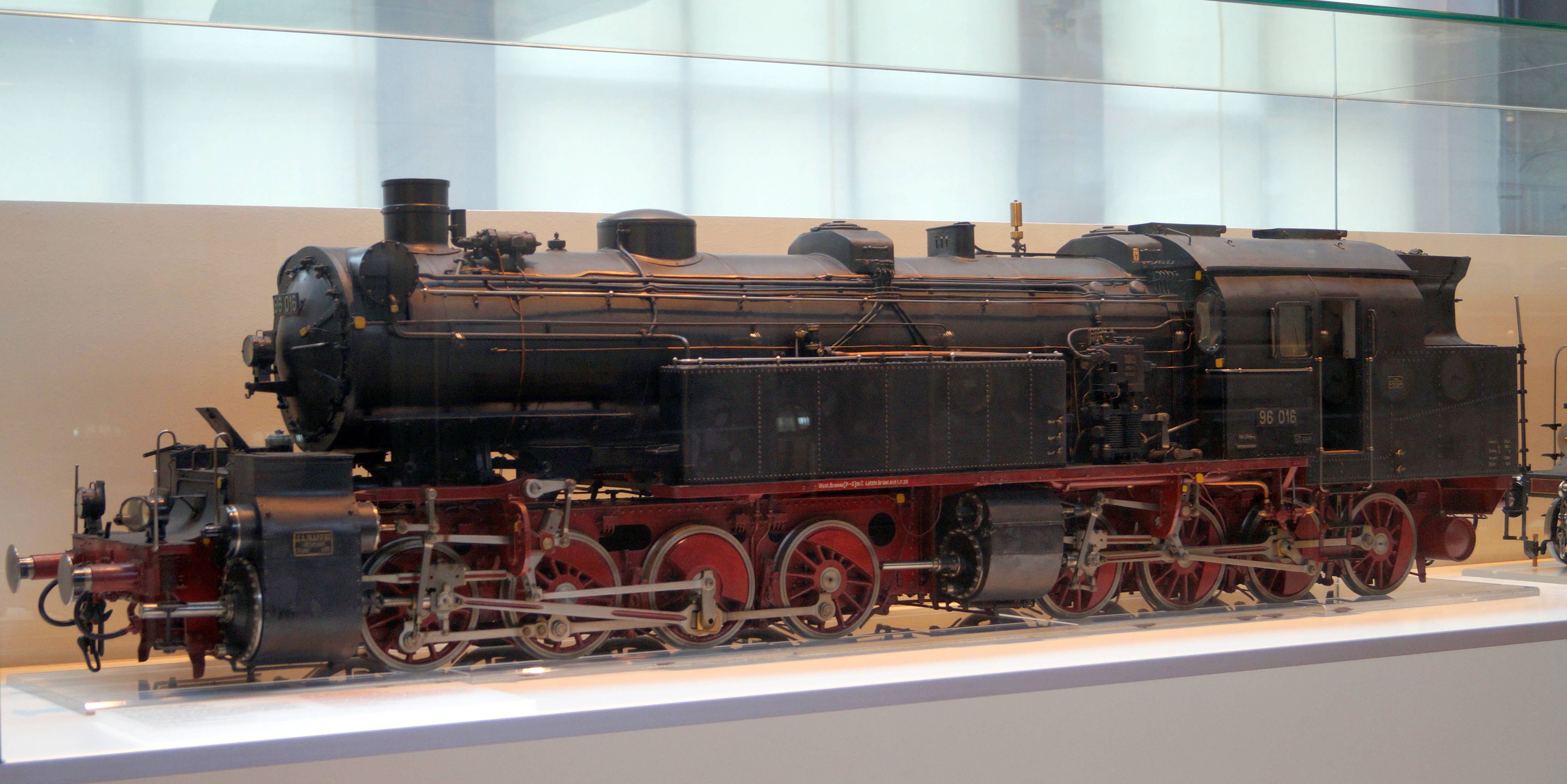
1939 gefertigtes Modell der Reichsbahn-Lok Baureihe 96 im Maßstab 1:10 im Verkehrszentrum München

Wegen des Aufkommens der preußischen T 20 (BR 95) mit 1’E1’-Achsfolge 1922 und besseren Werten als denen der Anfangsserie wurde 1922 (Nr. 5766) und 1923 eine zweite Serie (Nr. 5767–5775) gebaut und eingesetzt. Sie war gegenüber der ersten Serie verbessert durch eine größere Verdampfungsheizfläche, 0,5 t mehr Kohlenvorrat, größere Achslast und Dienstgewicht und den Kurzkamin (Kamin ohne Aufsatz). Beide Serien wurden später nach Übernahme durch die Deutsche Reichsbahn-Gesellschaft in verschiedenem Maße modifiziert und als Baureihe 96 in ihren Baureihennummernplan eingeordnet.
Alle Lokomotiven waren mit einer Westinghouse-Druckluft-Doppelbremse, auf alle Radsätze von vorn wirkend, ausgestattet, die Sandrohre bedienten anfänglich den zweiten und vierten Radsatz des vorderen Antriebs. Nach der Modifikation der zweiten Serie 1926 wurde diese zusätzlich mit einer Riggenbach-Gegendruckbremse ausgerüstet, und sieben Achsen zur Erhöhung der Haftreibung besandet.

## Umbau
1925/1926 wurden alle Maschinen umgebaut und verstärkt, wobei die der ersten Bauserie in geringerem Maße (wie z. B. Kaminerweiterung, Kohlevorrat von 4 auf 4,5 t, Kesseldaten, Fahrverhalten) als die der zweiten Serie verändert wurden. Folgende Tabelle enthält die Hauptveränderungsmerkmale der zweiten Serie:
- Hochdruck-Zylinder von 520 mm auf 600 mm Durchmesser erweitert
- Blasrohr tiefer gesetzt und Durchmesser erweitert
- Schornstein im Durchmesser erweitert und etwas verkürzt
- Verringerung der Heiz-/ Erhöhung der Rauchrohrzahl
- Verringerung der Gesamtrohrheizfläche
- Vergrößerung der Überhitzerheizfläche
- Einbau eines Oberflächenvorwärmers vor dem Kamin
- Einbau einer zweiten Luftpumpe neben der ersten
- Einbau einer Riggenbach-Gegendruckbremse
- Vergrößerte Vorratsbehälter für Kohle von 4,5 t auf 5 t
- modifizierte Kesselaufbauten (Sandkasten, Dampfdom)
- Modifikationen zur Verbesserung des Fahrverhaltens („Schleudern“ des vorderen ND-Antriebssatzes)
- Sandrohre für sieben statt zwei Radsätze
- Erhöhung der Lokreibungslast/Lokdienstlast von 123,2 auf 131,1 Mp
- Erhöhung der mittleren Kuppelachslast von 15,4 Mp auf 16,4 Mp

## Einsatzgebiet
Die Lokomotiven waren speziell für die Steilrampen auf dem Gebiet der K.Bay.Sts.B. entwickelt worden. Dazu zählten die Spessartrampe, die Frankenwaldbahn, die Schiefe Ebene und die Bahnstrecke Eger–Asch (heute Cheb–Aš). Die Mallet-Bauweise lieferte bei dieser Größe eine gute Traktion und Kurvengängigkeit der engen Bergstreckenkehren. Erste Probefahrten fanden im November 1913 im Direktionsbezirk München, 1914 dann auf der Strecke Lichtenfels–Rothenkirchen statt. Es galt, die Steilrampen in deutlich kürzerer Zeit zu bewältigen, um profitabel zu arbeiten. Dazu leistete sie besonders als Schiebelokomotive und auch als Zuglok im Güter- und Personenverkehr bis zu 30 Jahre lang und mehr gute Dienste und reduzierte die Fahrzeiten um ca. 40 %. Eine Steigung von 25 ‰ konnte die Malletlok mit 25 km/h und 465 t hinauffahren, max. 40 km/h bei leichteren Zügen.
Lok Nr. 96 019 war 1930 neben anderen Hochleistungsdampfloks wie der „H02 1001“ und einer kohlenstaubbefeuerten Baureihe 58 auf der Weltwirtschaftskonferenz in Berlin-Tempelhof als Deutschlands und Europas schwerste Mallet-Tenderlok zu sehen. Etliche Lokomotiven waren in den Bws Aschaffenburg, Neuenmarkt-Wirsberg (1935 bis 1944) und Pressig-Rothenkirchen beheimatet. Weitere Stationierungen erfolgten in München, Brügge/Westf. (96 001, 003 und 005, von 1929–1936. Alle drei Maschinen wurden am Ende ihrer Dienstzeit in Brügge ausgemustert), Hof (kurzzeitig) und in Eger.

### Stationierungen am 15. Mai 1935
| Loknr. | Bw            |
| ------ | ------------- |
| 96 002 | Aschaffenburg |
| 96 004 | Eger          |
| 96 006 | Aschaffenburg |
| 96 007 | Aschaffenburg |
| 96 008 | Aschaffenburg |
| 96 009 | Eger          |

| Loknr. | Bw            |
| ------ | ------------- |
| 96 010 | Eger          |
| 96 011 | Eger          |
| 96 012 | Aschaffenburg |
| 96 013 | Aschaffenburg |
| 96 014 | Eger          |
| 96 015 | Eger          |

| Loknr. | Bw                    |
| ------ | --------------------- |
| 96 016 | Pressig-Rothenkirchen |
| 96 017 | Pressig-Rothenkirchen |
| 96 018 | Pressig-Rothenkirchen |
| 96 019 | Pressig-Rothenkirchen |
| 96 020 | Pressig-Rothenkirchen |
| 96 021 | Pressig-Rothenkirchen |

| Loknr. | Bw                    |
| ------ | --------------------- |
| 96 022 | Pressig-Rothenkirchen |
| 96 023 | Pressig-Rothenkirchen |
| 96 024 | Pressig-Rothenkirchen |
| 96 025 | Pressig-Rothenkirchen |

## Ausmusterung
Sechs Maschinen wurden bis 1945 ausgemustert, 96 015 ging im Zweiten Weltkrieg verloren. Nach 1945 waren folgende 18 Maschinen vorhanden:  96 002, 004, 006, 008–012, 016–025. Die Maschinen in den Westzonen waren in München und Nürnberg stationiert und wurden noch 1948 als Splittergattung mit weniger als 20 Exemplaren ausgemustert.
Die Maschinen 96 002 und 96 024 verblieben nach Kriegsende bei der Deutschen Reichsbahn in der DDR und wurden bis 1954 im Bestand des Raw Stendal geführt.
Kein Exemplar blieb erhalten. Zwei hochdetaillierte Modelle der Vorbilder aus der zweiten Serie, 96 016 und 96 025, im Maßstab 1:10 (1,82 m Länge) können im Deutschen Museum München und im Verkehrsmuseum Nürnberg besichtigt werden. Sie wurden in den 1930er Jahren von Lehrlingen des Raw Ingolstadt angefertigt.